# Inertizzatore (dispositivo meccanico)
Nello studio delle reti meccaniche nella teoria del controllo automatico, un inertizzatore è un dispositivo a due terminali nel quale le forze applicate ai terminali sono uguali, opposte, e proporzionali all'accelerazione relativa tra i nodi. Con il nome di J-damper questo concetto è stato utilizzato nei sistemi di sospensione delle auto da corsa in Formula 1.
Può essere costruito con un volano montato su una cremagliera. Ha un effetto simile all'aumento dell'inerzia dell'oggetto sospeso.

## Scoperta
Malcolm C. Smith, un professore di ingegneria del controllo automatico presso l'Università di Cambridge, presentò per primo gli inertizzatori in un articolo del 2002. Smith estese l'analogia tra le reti elettriche e le reti meccaniche (l'analogia di Firestone). Egli osservò che l'analogia era incompleta, poiché era mancante di un dispositivo meccanico che giocasse lo stesso ruolo di un condensatore (non connesso a terra). È stato riscontrato che è possibile costruire un tale dispositivo utilizzando ingranaggi e volani.
La forza generata soddisfa l'equazione:
{\displaystyle F=b({\dot {v}}_{2}-{\dot {v}}_{1})},
per un'opportuna costante b.

## Costruzione
Un inertizzatore lineare può essere costruito ingranando un volano con una cremagliera. Il perno del volano forma un terminale del dispositivo e la cremagliera forma l'altro.
Un inertizzatore rotazionale può essere costruito ingranando un volano con la corona dentata di un differenziale. Gli ingranaggi laterali del differenziale formano i due terminali.

## Applicazioni
Poco dopo la sua scoperta, il principio alla base dell'inertizzatore fu utilizzato con il nome di J-damper nei sistemi di sospensione delle auto da corse della Formula 1. Quando veniva accordato sulle frequenze di oscillazione naturali degli pneumatici, l'inertizzatore riduceva il carico meccanico sulla sospensione. McLaren Mercedes iniziò a usare segretamente il dispositivo chiamandolo J-damper all'inizio del 2005, evitando riferimenti diretti alla letteratura scientifica e utilizzando unità di misura fittizie come il “Zog”. Il sistema emerse pubblicamente nel 2007 durante la controversia sullo spionaggio in Formula 1 del 2007, quando si scoprì che Renault ne aveva ottenuto i disegni. McLaren accusò Renault di spionaggio, mentre Renault contestò la legalità del dispositivo, ritenendolo simile a un mass damper, già vietato dalla FIA. Tuttavia, dopo un’udienza formale, la FIA ne confermò la conformità tecnica e l’errata interpretazione da parte di Renault . L’associazione del J-Damper con l’inerter ideato da Malcolm Smith fu resa pubblica nel 2008 da un articolo del giornalista Craig Scarborough. Il dispositivo fu adottato da diversi team fino alla sua proibizione nel 2022 per motivi di riduzione dei costi.
I ricercatori stanno sviluppando nuovi dispositivi di controllo delle vibrazioni basati su inertizzatori per costruire grattacieli in grado di resistere a venti forti.